# Paraconsors
Paraconsors is een geslacht van vliegen uit de familie van de Mythicomyiidae. De wetenschappelijke naam van het geslacht werd voor het eerst geldig gepubliceerd door Hall en Evenhuis in 1987.

## Soorten
- Ondergeslacht Elachymyia Hall & Evenhuis, 1987
  - Paraconsors humeralis (Melander, 1946)
    - = Empidideicus humeralis Melander, 1946
    - = Mythicomyia hiata Melander, 1961
- Ondergeslacht Paraconsors  Hall & Evenhuis
  - Paraconsors aperta (Melander, 1961)
    - = Mythicomyia aperta Melander, 1961

  - Paraconsors cooperi Hall & Evenhuis, 1987
  - Paraconsors flavifrons (Melander, 1950)
    - = Empidideicus flavifrons Melander, 1950

  - = Paraconsors napaea (Melander, 1961)
    - = Mythicomyia napaea Melander, 1961

  - Paraconsors scutellaris (Melander, 1946)
    - = Empidideicus scutellaris Melander, 1946

  - Paraconsors timberlakei (Hall, 1967)
    - = Empidideicus timberlakei Hall, 1967